# Moscow Bruins
I Moscow Bruins sono una squadra di football americano di Mosca, in Russia; fondati nel 2011 da ex giocatori dei Moscow Mustangs e ex giocatori ed ex allenatori dei Moscow Red Falcons, hanno vinto 1 Eastern League of American Football.
In russo porta il nome "Медведи" (Medvedi, orsi) già portato in precedenza dai Moscow Bears.

## Dettaglio stagioni

### Tornei nazionali

#### Campionato

##### LAF
| Stagione | regular season | regular season | regular season | regular season | regular season | regular season | playoff | playoff | playoff | playoff | playoff | playoff   | playoff    |
|          | Vin            | Par            | Per            | Tot            | PF             | PS             | Vin     | Per     | Tot     | PF      | PS      | risultato | avversaria |
| -------- | -------------- | -------------- | -------------- | -------------- | -------------- | -------------- | ------- | ------- | ------- | ------- | ------- | --------- | ---------- |
| 2016     | 0              | 0              | 7              | 7              | 41             | 225            | -       | -       | -       | -       | -       | -         | -          |
| 2017     | 2              | 0              | 5              | 7              | 87             | 235            | -       | -       | -       | -       | -       | -         | -          |
| Totale   | 2              | 0              | 12             | 14             | 128            | 460            | -       | -       | -       | -       | -       |           |            |

Fonti: Enciclopedia del Football - A cura di Roberto Mezzetti

#### Coppa
| Stagione | regular season | regular season | regular season | regular season | regular season | regular season | playoff | playoff | playoff | playoff | playoff | playoff    | playoff                       |
|          | Vin            | Par            | Per            | Tot            | PF             | PS             | Vin     | Per     | Tot     | PF      | PS      | risultato  | avversaria                    |
| -------- | -------------- | -------------- | -------------- | -------------- | -------------- | -------------- | ------- | ------- | ------- | ------- | ------- | ---------- | ----------------------------- |
| 2015     | -              | -              | -              | -              | -              | -              | 1       | 1       | 2       | 45      | 43      | Semifinale | Sankt Petersburg North Legion |
| Totale   | -              | -              | -              | -              | -              | -              | 1       | 1       | 2       | 45      | 43      |            |                               |

Fonti: Enciclopedia del Football - A cura di Roberto Mezzetti

### Tornei internazionali

#### Eastern League of American Football
| Stagione | regular season | regular season | regular season | regular season | regular season | regular season | playoff | playoff | playoff | playoff | playoff | playoff    | playoff       |
|          | Vin            | Par            | Per            | Tot            | PF             | PS             | Vin     | Per     | Tot     | PF      | PS      | risultato  | avversaria    |
| -------- | -------------- | -------------- | -------------- | -------------- | -------------- | -------------- | ------- | ------- | ------- | ------- | ------- | ---------- | ------------- |
| 2012     | 3              | 0              | 1              | 4              | 67             | 16             | 2       | 0       | 2       | 55      | 36      | Campioni   | Minsk Litvini |
| 2013     | 4              | 0              | 2              | 6              | 183            | 105            | 0       | 1       | 1       | 12      | 34      | Semifinale | Minsk Litwins |
| 2014     | 3              | 0              | 1              | 4              | 89             | 81             | 2       | 1       | 3       | 46      | 63      | ELAF Bowl  | Minsk Litwins |
| 2015     | 2              | 1              | 3              | 6              | 89             | 67             | 0       | 1       | 1       | 0       | 21      | ELAF Bowl  | Minsk Litwins |
| Totale   | 12             | 1              | 7              | 20             | 429            | 269            | 4       | 3       | 7       | 113     | 154     |            |               |

Fonti: Enciclopedia del Football - A cura di Roberto Mezzetti

#### Continental Football League
| Stagione | regular season | regular season | regular season | regular season | regular season | regular season | playoff | playoff | playoff | playoff | playoff | playoff    | playoff       |
|          | Vin            | Par            | Per            | Tot            | PF             | PS             | Vin     | Per     | Tot     | PF      | PS      | risultato  | avversaria    |
| -------- | -------------- | -------------- | -------------- | -------------- | -------------- | -------------- | ------- | ------- | ------- | ------- | ------- | ---------- | ------------- |
| 2018     | -              | -              | -              | -              | -              | -              | 0       | 1       | 1       | 14      | 32      | Semifinale | Minsk Litwins |
| Totale   | -              | -              | -              | -              | -              | -              | 0       | 1       | 1       | 14      | 32      |            |               |

Fonti: Enciclopedia del Football - A cura di Roberto Mezzetti

### Tornei locali

#### Campionato moscovita
| Stagione | regular season | regular season | regular season | regular season | regular season | regular season | playoff | playoff | playoff | playoff | playoff | playoff   | playoff                       |
|          | Vin            | Par            | Per            | Tot            | PF             | PS             | Vin     | Per     | Tot     | PF      | PS      | risultato | avversaria                    |
| -------- | -------------- | -------------- | -------------- | -------------- | -------------- | -------------- | ------- | ------- | ------- | ------- | ------- | --------- | ----------------------------- |
| 2018     | 1              | 0              | 3              | 4              | 60             | 105            | 0       | 1       | 1       | 6       | 42      | Finale    | Sankt Petersburg North Legion |
| Totale   | 1              | 0              | 3              | 4              | 60             | 105            | 0       | 1       | 1       | 6       | 42      |           |                               |

Fonti: Enciclopedia del Football - A cura di Roberto Mezzetti

#### Coppa di Carelia
| Stagione | regular season | regular season | regular season | regular season | regular season | regular season | playoff | playoff | playoff | playoff | playoff | playoff   | playoff                       |
|          | Vin            | Par            | Per            | Tot            | PF             | PS             | Vin     | Per     | Tot     | PF      | PS      | risultato | avversaria                    |
| -------- | -------------- | -------------- | -------------- | -------------- | -------------- | -------------- | ------- | ------- | ------- | ------- | ------- | --------- | ----------------------------- |
| 2015     | -              | -              | -              | -              | -              | -              | 2       | 0       | 2       | 58      | 19      | Campioni  | Petrozavodsk Karelian Gunners |
| Totale   | -              | -              | -              | -              | -              | -              | 2       | 0       | 2       | 58      | 19      |           |                               |

Fonti: Enciclopedia del Football - A cura di Roberto Mezzetti

### Riepilogo fasi finali disputate
| Anno              | Luogo        | Evento               | Fase del torneo | Incontro                                      | Risultato |
| 22 settembre 2012 |              | ELAF                 | Finale          | Moscow Bruins - Minsk Litvini                 | 30 - 25   |
| 21 settembre 2013 |              | ELAF                 | Semifinale      | Minsk Litwins - Moscow Bruins                 | 34 - 12   |
| 30 agosto 2014    |              | ELAF                 | Finale          | Minsk Litwins - Moscow Bruins                 | 24 - 0    |
| 29 agosto 2015    |              | ELAF                 | Finale          | Minsk Litwins - Moscow Bruins                 | 21 - 0    |
| 20 settembre 2015 | Petrozavodsk | Coppa di Carelia     | Finale          | Petrozavodsk Karelian Gunners - Moscow Bruins | 0 - 36    |
| 24 ottobre 2015   |              | Coppa di Russia      | Semifinale      | Sankt Petersburg North Legion - Moscow Bruins | 24 - 23   |
| 21 luglio 2018    | Mosca        | Campionato moscovita | Finale          | Sankt Petersburg North Legion - Moscow Bruins | 42 - 6    |
| 8 settembre 2018  |              | CFL                  | Semifinale      | Minsk Litwins - Moscow Bruins                 | 32 - 14   |

## Palmarès
- 1 Eastern League of American Football (2012)
- 1 Coppa di Carelia (2015)